# Liste der Monuments historiques in Chézery-Forens
Die Liste der Monuments historiques in Chézery-Forens führt die Monuments historiques in der französischen Gemeinde Chézery-Forens auf.

## Liste der Bauwerke
| Bezeichnung | Beschreibung                                 | Standort | Kennzeichnung | Schutzstatus | Datum | Bild           |
| ----------- | -------------------------------------------- | -------- | ------------- | ------------ | ----- | -------------- |
| Grenzstein  | 1613, markierte die Grenze zur Franche-Comté | (Lage)   | PA00116403    | Classé       | 1926  | weitere Bilder |

## Liste der Objekte
- Monuments historiques (Objekte) in Chézery-Forens in der Base Palissy des französischen Kultusministeriums